# واکنش زملوایس

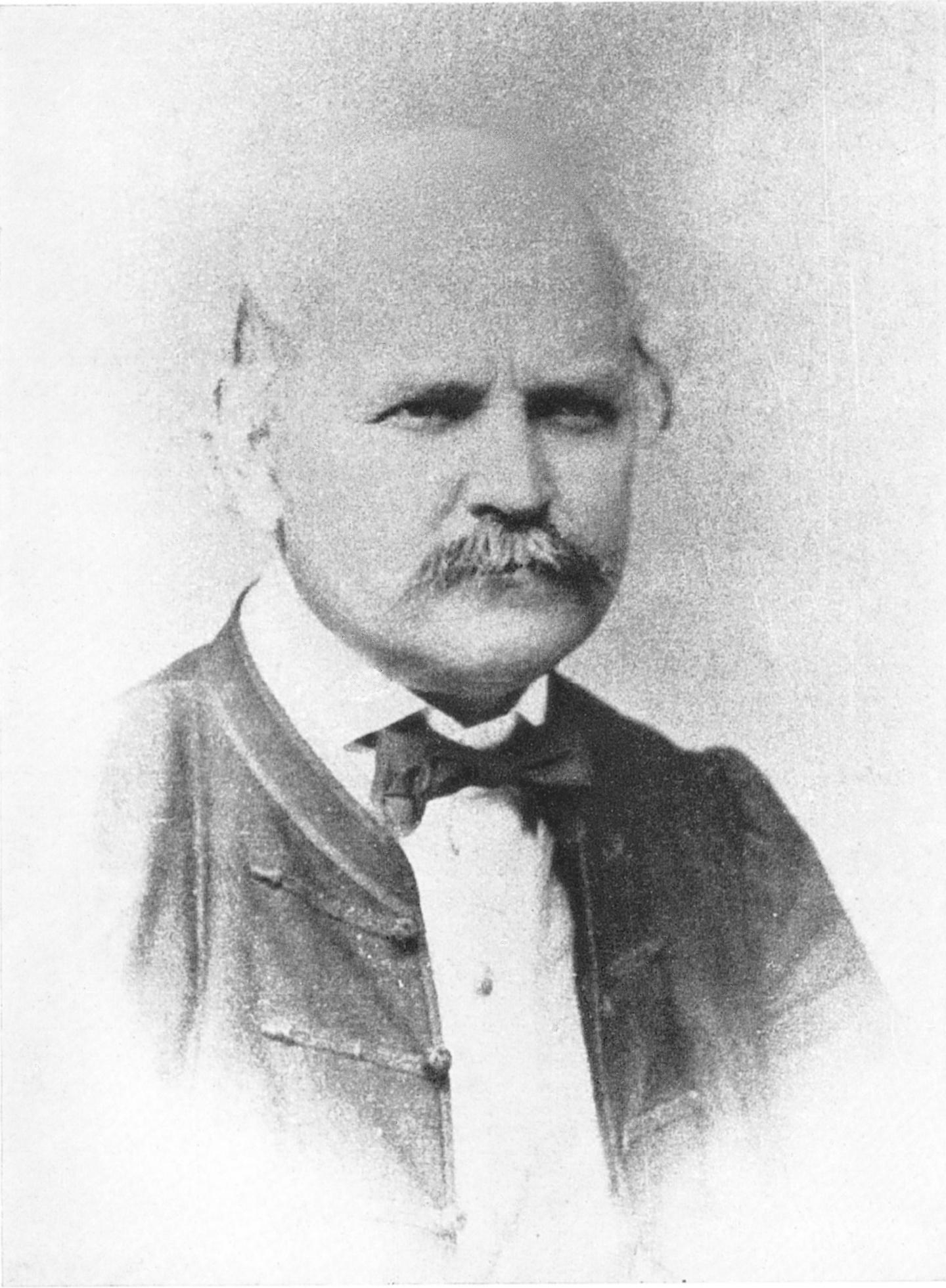
نگاره‌ای از ایگناتس زملوایس در سال ۱۸۶۱. نظریاتش در پزشکی را رد کردند و او را چهار سال بعد در سال ۱۸۶۵ به بیمارستان روانی فرستادند. او در آنجا بر اثر قانقاریا، که ظاهراً در نتیجهٔ ضرب‌وشتم نگهبانان به وجود آمده بود، کشته شد.

واکنش زِمِلوایس یا اثر زِمِلوایس (انگلیسی: Semmelweis reflex یا Semmelweis effect) کنایه‌ای است از گرایش به ردکردن شواهد یا دانش جدیدی که با قواعد شناخته‌شده و عقاید روزگار مطابقت ندارد.
نام آن از ایگناتس زملوایس، پزشک مجار، گرفته شده‌است که دریافت اگر پزشکان پیش از زایمان دستان خود را بشویند و ضدعفونی کنند میزان تب زایمان و مرگ‌ومیر مادران تا ۱۰برابر کاهش می‌یابد. یافته‌های او را به علّت ربط نداشتن با یافته‌های پزشکی آن زمان رد کردند و حتی برخی پزشکان از اینکه گفته شد دست‌های یک پزشک متشخص می‌تواند آلودگی و بیماری را انتقال دهد برآشفتند.
اگرچه اولین باری که این عبارت مورد استفاده قرار گرفت مشخص نیست، اما در آثار و نوشته‌های رابرت آنتون ویلسون این عبارت را می‌توان یافت. تیموتی لیری در کتابش با نام بازی زندگی، واکنش زملوایس را چنین تعریف کرده‌است: «رفتاری جمعی که بین نخستیان و انسانیان پیشابلوغ یک سیاره غیرپیشرفته دیده می‌شود که در آن کشف حقایق علمی سرکوب و مذموم می‌گردد». امروزه این عبارت به فلسفه و مطالعات دین‌شناسی نیز راه یافته‌است و از آن با نام «شک‌گرایی کامل هیوم دربارهٔ علیت» نام برده‌می‌شود.

## نمونه‌های دیگر
- در سال ۱۷۹۸، هنگامی که ادوارد جنر از انجمن سلطنتی (فرهنگستان علوم) در لندن اجازه خواست تا یافته‌هایش دربارهٔ روش واکسیناسیون را ارائه دهد، رئیس انجمن به او توصیه کرد که «با ارائهٔ چیزهایی که اختلاف زیادی با علم موجود دارند، و باورنکردنی‌اند، شهرت خود را به خطر نیندازد».[۱] اما جنر به این توصیه عمل نکرد و سرانجام موفق شد جامعهٔ پزشکی را راضی کند.

## یادداشت
1. ↑  به آلمانی زِملوایس، به مجاری سِمِلوِیس